# Clyde Kusatsu
Clyde Kusatsu (Honolulu, Hawaï, 13 september 1948) is een Amerikaans acteur, die al sinds de jaren 70 actief is en bijna 200 film- en tv-rollen vertolkte. Zo was hij onder meer te zien in All in the Family, Dharma & Greg, Magnum, P.I. en M*A*S*H.

## Filmografie
- The Young and the Restless (televisieserie) - Dr. Dennis Okamura (8 afl., 2006)
- Boston Legal (televisieserie) - Judge Matsumura (afl. The Nutcrackers, 2006)
- Shark (televisieserie) - Judge Chudacoff (afl. Déjà Vu All Over Again, 2006)
- Monk (televisieserie) - Judge Rienzo (afl. Mr. Monk Gets Jury Duty, 2006)
- Charmed (televisieserie) - Lo Pan (afl. 12 Angry Zen, 2006)
- Still Standing (televisieserie) - Johnny (3 afl., 2004, 2005, 2006)
- Rumor Has It (2005) - Bezoeker conferentie
- Numb3rs (televisieserie) - Antiekhandelaar (afl. Bones of Contention, 2005)
- Shopgirl (2005) - Mr. Agasa
- The Closer (televisieserie) - Dr. Tanaka (afl. Pilot, 2005)
- Kim Possible: So the Drama (televisiefilm, 2005) - Nakasumi (voice-over)
- The Interpreter (2005) - Police Chief Lee Wu
- Pretty Persuasion (2005) - Judge Carl Munro
- The Librarian: Quest for the Spear (televisiefilm, 2004) - Head monk
- JAG (televisieserie) - Senator Theodore Fujiwara (afl. Whole New Ball Game, 2004)
- JAG (televisieserie) - Captain Morimoto (afl. JAG tv, 2000)
- Paparazzi (2004) - Dr. Hanson
- Everwood (televisieserie) - Edward Ogawa (afl. Your Future Awaits, 2004)
- One on One (televisieserie) - Yoon (afl. East Meets East Coast, 2004)
- Gas (2004) - Mr. Sang
- Extreme Dating (2004) - Joe
- The Lyon's Den (televisieserie) - Judge (afl. Ex, 2003)
- Nip/Tuck (televisieserie) - Proctor Hiroshi (afl. Adelle Coffin, 2003)
- Hollywood Homicide (2003) - Coroner Chung
- BachelorMan (2003) - Mr. Yi
- The United States of Leland (2003) - Judge
- The Singing Detective (2003) - Visiting Japanese Doctor
- Providence (televisieserie) - Henry Yamada (2 afl., 1999, 2002)
- House of Mouse (televisieserie) - Additionele stemmen (4 afl., 3 keer 2001, 2002, voice-over)
- Even Stevens (televisieserie) - Tex Nagita (afl. The King Sloppy, 2002)
- Heavy Gear: The Animated Series (televisieserie) - Kusunoki Tachi (afl. onbekend, 2001-2002, voice-over)
- A Ribbon of Dreams (2002) - Fred (The Agent)
- Family Law (televisieserie) - Judge Paul Hamawaki (2 afl., 2001)
- The Practice (televisieserie) - Judge Stephen Chin (2 afl., 1998, 2001)
- Justice League (televisieserie) - Japanese Ambassador (afl. Secret Origins: Part 1, 2001, voice-over)
- Citizen Baines (televisieserie) - Grant Tanaka (4 afl., 2001)
- Grim & Evil (televisieserie) - Japanese Business Guy/Japanese Scientist (afl. Smell of Vengeance/Fiend Is Like Friend Without the 'r'/Smell of Vengeance: Part 2, 2001, voice-over)
- Samurai Jack (televisieserie) - Grand Master (afl. Jack and the Three Blind Archers, 2001, voice-over)
- Dr. Dolittle 2 (2001) - Bee (voice-over)
- The Division (televisieserie) - Rol onbekend (afl. Secrets and Lies, 2001)
- Recess: School's Out (2001) - Mr. Yamashiro (voice-over)
- American Tragedy (televisiefilm, 2000) - Judge Lance Ito
- Malcolm in the Middle (televisieserie) - Ice Cream Man (afl. Traffic Jam, 2000)
- Buzz Lightyear of Star Command (televisieserie) - Ranger #1 (afl. Rookie of the Year, 2000, voice-over)
- Buzz Lightyear of Star Command (televisieserie) - Warden Yung (afl. The Taking of PC-7, 2000, voice-over)
- Batman Beyond (televisieserie) - Dr. Fong (afl. Inqueling, 2000, voice-over)
- Batman Beyond (televisieserie) - Jimmy Lin (afl. Sneak Peek, 2000, voice-over)
- Ally McBeal (televisieserie) - Dr. Myron Okubo, Billy's Dokter (2 afl., 2000)
- The Pretender (televisieserie) - Li Ho (afl. The Agent of Year Zero, 2000)
- Mickey Mouse Works (televisieserie) - Additionele stemmen (afl. onbekend, 1999-2000, voie-over)
- The West Wing (televisieserie) - Joe (afl. Lord John Marbury, 2000)
- Batman Beyond (televisieserie) - Mr. Tan (afl. Rats, 1999, voice-over)
- Batman Beyond (televisieserie) - Coach (afl. Rebirth: Part 1, 1999, voice-over)
- Batman Beyond: The Movie (televisiefilm, 1999) - Wrestling Coach
- For Your Love (televisieserie) - Mr. Sato (afl. The Couple's Court, 1999)
- Beverly Hills, 90210 (televisieserie) - Lijkschouwer (afl. Laying Pipe, 1999)
- Any Day Now (televisieserie) - Judge C. Eastlake (afl. It's Not You, It's Me, 1999)
- Dharma & Greg (televisieserie) - Al (afl. Welcome to the Hotel Calamari, 1999)
- Rude Awakening (televisieserie) - Mr. Tranh (afl. Trude Awakening, 1999)
- American Pie (1999) - English Teacher
- Vengeance Unlimited (televisieserie) - Judge Clyde Kurosawa (afl. Legalese, 1999)
- Chicago Hope (televisieserie) - Frank Fenton (afl. Viagra-Vated Assault, 1998)
- Buddy Faro (televisieserie) - Lt. Wong (afl. Touched by an Amnesiac, 1998)
- The Net (televisieserie) - Greg Lin (afl. Kill the Buddha, 1998)
- Babylon 5: Thirdspace (televisiefilm, 1998) - Bill Morishi
- Godzilla (1998) - Tanker Skipper
- Where on Earth Is Carmen Sandiego? (televisieserie) - Additionele stemmen (afl. onbekend, 1994-1998, voice-over)
- The Closer (televisieserie) - Ted Kasahara (afl. Pilot, 1998)
- Extreme Ghostbusters (televisieserie) - Verschillende rollen (2 afl., 1997, voice-over)
- City Guys (televisieserie) - Dr. Mortia (afl. Future Shock, 1997)
- Total Security (televisieserie) - Seiji Ingawa (afl. The Never Bending Story, 1997)
- Party of Five (televisieserie) - Rol onbekend (afl. Past Imperfect, 1997)
- The Real Adventures of Jonny Quest (televisieserie) - Dr. Zin (3 afl., 1996, 2 keer 1997)
- Paradise Road (1997) - Sergeant Tomiashi, 'The Snake'
- Walker, Texas Ranger (televisieserie) - Detective Danny Cho (afl. Heart of the Dragon, 1997)
- Touched by an Angel (televisieserie) - Dr. Robertson (afl. Forget-Me-Not, 1997)
- Murder One (televisieserie) - Dr. Yamashita (afl. Chapter Two, Year Two, 1996)
- Spy Hard (1996) - Noggin
- Gargoyles (televisieserie) - Kai (afl. Bushido, 1996, voice-over)
- Gargoyles (televisieserie) - Dr. Arnada (afl. Sentinel, 1996, voice-over)
- Fantastic Four (televisieserie) - Dr. Neville (afl. The Sentry Sinister, 1996, voice-over)
- Captain Planet and the Planeteers (televisieserie) - Additionele stemmen (afl. onbekend, 1990-1996, voice-over)
- Maybe This Time (televisieserie) - Noriyuki (afl. Break a Leg, 1996)
- Favorite Deadly Sins (televisiefilm, 1995) - Saint Peter
- Fantastic Four (televisieserie) - Karnak (afl. Inhumans Saga: Part 3: Beware the Hidden Land, 1995, voice-over)
- Fantastic Four (televisieserie) - Karnak (afl. Inhumans Saga: Part 2: The Inhumans Among Us, 1995, voice-over)
- The Wayans Bros. (televisieserie) - Mr. Mitsumoto (afl. Brazilla vs. Rodney, 1995)
- Top Dog (1995) - Capt. Callahan
- Ellen (televisieserie) - The Judge (afl. Three Strikes, 1995)
- Aladdin and the King of Thieves (video, 1995) - Additionele stemmen (voice-over)
- All-American Girl (televisieserie) - Benny Kim (afl. onbekend, 1994-1995)
- Deconstructing Sarah (televisiefilm, 1994) - Officer Okawa
- Fantastic Four (televisieserie) - Annihilus (afl. Behold the Negative Zone, 1994, voice-over)
- Walker, Texas Ranger (televisieserie) - Dr. Sweeney (afl. Deadly Reunion, 1994)
- Star Trek: The Next Generation (televisieserie) - Admiral Nakamura (3 afl., 1989, 1993, 1994)
- Dream Lover (1994) - Judge Kurita
- The Adventures of Brisco County Jr. (televisieserie) - Roy Shimamura
- Family Matters (televisieserie) - Principal Edgar Shimata (3 afl., 1991, 1992, 1994)
- Mighty Max (televisieserie) - Hanuman (afl. The Maxnificent Seven, 1993, voice-over)
- Lois & Clark: The New Adventures of Superman (televisieserie) - Public Affairs Officer (afl. Pilot, 1993)
- And the Band Played On (televisiefilm, 1993) - Blood Bank Executive
- Rising Sun (1993) - Tanaka
- In the Line of Fire (1993) - FBI Agent Jack Okura
- Made in America (1993) - Bob Takashima, Salesman at Jackson Motors
- Hot Shots! Part Deux (1993) - Prime Minister Soto
- Dragon: The Bruce Lee Story (1993) - History Teacher
- Sirens (televisieserie) - Billy Cota (afl. Everybody Lies, 1993)
- Silent Cries (1993) - Saburo Saigo
- Class of '96 (televisieserie) - Prof. Ashira (afl. Midterm Madness, 1993)
- Designing Women (televisieserie) - Lewis (afl. Trial and Error, 1992)
- Beverly Hills, 90210 (televisieserie) - Frank (afl. The Kindness of Strangers, 1992)
- Raven (televisieserie) - Ken Tanaka (afl. Return of the Black Dragon, 1992)
- Civil Wars (televisieserie) - Rol onbekend (afl. Denise and De Nuptials, 1991)
- Raven: Return of the Black Dragons (televisiefilm, 1992) - Ken Tanaka
- Baby of the Bride (televisiefilm, 1991) - Dr. Chang
- Pizza Man (1991) - Former Prime Minister Nakasone
- Jailbirds (televisiefilm, 1991) - Kasaki
- The Perfect Weapon (televisiefilm, 1991) - Detective Wong
- A Different World (televisieserie) - Kinishiwa Representative (afl. The Cash Isn't Always Greener, 1991)
- Lies Before Kisses (televisiefilm, 1991) - Lieutenant Hand
- And the Sea Will Tell (televisiefilm, 1991) - Enoki
- In the Line of Duty: A Cop for the Killing (televisiefilm, 1990) - Matsumo
- Parker Lewis Can't Lose (televisieserie) - Mr. Loopman (afl. Pilot, 1990)
- Revealing Evidence: Stalking the Honolulu Strangler (televisiefilm, 1990) - Lt. Arioto
- Bird on a Wire (1990) - Mr. Takawaki
- Murder, She Wrote (televisieserie) - Jack Yamoto (afl. Good-Bye Charlie, 1990)
- Island Son (televisieserie) - Dr. Kenji Fushida (afl. onbekend, 1989-1990)
- Mathnet (televisieserie) - Dr. Milton Miyasaki (afl. The Case of the Ersatz Earthquake, 1990)
- Gross Anatomy (1989) - Interviewing Professor
- Wired (1989) - Lijkschouwer
- Turner & Hooch (1989) - Kevin Williams
- The Road Raiders (televisiefilm, 1989) - Shimoto
- Valerie (televisieserie) - Sam Matsuda (afl. Secretarial Poole, 1989)
- Jem (televisieserie) - Addiotionele stemmen (afl. onbekend, 1985-1988, voice-over)
- thirtysomething (televisieserie) - Dr. Richards (afl. The Mike Van Dyke Show, 1988)
- Run Till You Fall (televisiefilm, 1988) - Fujimoto
- Who's the Boss? (televisieserie) - Kim Lee (afl. The Two Tonys, 1988)
- Tour of Duty (televisieserie) - LTC Tho (afl. Angel of Mercy, 1988)
- Wiseguy (televisieserie) - Kenneth 'Kenny' Sushia (3 afl., 1988)
- Tales from the Hollywood Hills: Golden Land (televisiefilm, 1988) - Philip
- Laguna Heat (televisiefilm, 1987) - Lijkschouwer
- Mistress (televisiefilm, 1987) - Miki
- The Facts of Life (televisieserie) - Budget Bob (afl. Down and Out in Malibu: Part 2, 1987)
- Stingray (televisieserie) - Attending Surgeon (afl. Anytime, Anywhere, 1987)
- L.A. Law (televisieserie) - Judge T.S. Masuoka (afl. Sparky Brackman R.I.P. ????-1987, 1987)
- Shell Game (televisieserie) - Daniel Cho (afl. Pai Gow, 1987)
- Dynasty (televisieserie) - Dr. Chen (afl. A Love Remembered: Part 1 & 2, 1987)
- ALF (televisieserie) - Skydiver (afl. Jump, 1986)
- Magnum, P.I. (televisieserie) - Police Detective Lt. Gordon Katsumoto (2 afl., 1986)
- MacGyver (televisieserie) - Sam (afl. The Wish Child, 1986)
- Shanghai Surprise (1986) - Joe Go
- Trapper John, M.D. (televisieserie) - Dr. Sung Kang (afl. Heart and Seoul, 1986)
- The Fall Guy (televisieserie) - Billy Lok (afl. Trial by Fire, 1986)
- Remington Steele (televisieserie) - Rol onbekend (afl. Steele, Inc., 1986)
- Intimate Encounters (televisiefilm, 1986) - Professor Ikeda
- Magnum, P.I. (televisieserie) - Dr. Long Tang (afl. All for One: Part 1 & 2, 1985)
- MacGyver (televisieserie) - Anek (afl. The Golden Triangle, 1985)
- Streets of Justice (televisiefilm, 1985) - Dr. Edwards
- Hunter (televisieserie) - Lt. Lau (afl. Night of the Dragons, 1985)
- Volunteers (1985) - Beuvanna
- T.J. Hooker (televisieserie) - Tran Tam (afl. Outcall, 1985)
- Three's a Crowd (televisieserie) - Mr. Katsumura (afl. A Case of Sour Grapes, 1985)
- Crazy Like a Fox (televisieserie) - Rol onbekend (afl. Pilot, 1984)
- Cagney & Lacey (televisieserie) - Raulino (afl. Unusual Occurrence, 1984)
- Velvet (televisiefilm, 1984) - Dokter Yashima
- Simon & Simon (televisieserie) - Mr. Tao (afl. Harm's Way, 1984)
- Gimme an 'F' (1984) - Japanse zakenman
- Webster (televisieserie) - Dokter (afl. Saying Goodbye, 1983)
- Bring 'Em Back Alive (televisieserie) - Ali (afl. onbekend, 1982-1983)
- Simon & Simon (televisieserie) - Gerald (afl. Tanks for the Memories, 1982)
- M*A*S*H (televisieserie) - Capt. Yamato (afl. The Joker Is Wild, 1982)
- The Challenge (1982) - Go
- Shannon (televisieserie) - Rol onbekend (afl. Copscam, 1982)
- Lou Grant (televisieserie) - Ken Watanabe (afl. Recovery, 1982)
- Knots Landing (televisieserie) - Dr. Akura (2 afl., 1981)
- Magnum, P.I. (televisieserie) - Kolonel Ki (afl. Memories Are Forever, 1981)
- ...All the Marbles (1981) - Clyde Yamashito, Japanese Promoter
- Quincy, M.E. (televisieserie) - Dr. Shannon (afl. Who Speaks for the Children, 1981)
- Magnum, P.I. (televisieserie) - Naval Medical Examiner (afl. Don't Eat the Snow in Hawaii, 1980)
- Benson (televisieserie) - Stan (afl. Thick as Thieves, 1980)
- A Perfect Match (televisiefilm, 1980) - Dr. Tommy Chang
- M*A*S*H (televisieserie) - Sgt. Michael Yee (afl. Goodbye, Cruel World, 1980)
- Hello, Larry (televisieserie) - Hotel Clerk (afl. The Rock Star: Part 2, 1980)
- Meteor (1979) - Yamashiro
- The Frisco Kid (1979) - Mr. Ping (railroad work crew)
- All in the Family (televisieserie) - Rev. Chong (3 afl., 1976, 1978, 1979)
- Taxi (televisieserie) - Paul (afl. Come as You Aren't, 1978)
- Dr. Strange (televisiefilm, 1978) - Wong
- Quincy, M.E. (televisieserie) - Max the Artist (afl. Hit and Run at Danny's, 1977)
- Go Tell the Spartans (1977) - Col. Minh
- Lou Grant (televisieserie) - Ralph Tumora (afl. Aftershock, 1977)
- The Choirboys (1977) - Francis Tanaguchi
- Black Sunday (1977) - Captain Ogawa
- The Rockford Files (televisieserie) - Nguyen (afl. New Life, Old Dragons, 1977)
- Alice (televisieserie) - Herb Tanaguchi (afl. Mother-in-Law: Part 1, 1976)
- Baa Baa Black Sheep (televisieserie) - Captain Tenyu Araki (afl. Prisoners of War, 1976)
- Alex & the Gypsy (1976) - X-Ray Technician
- Midway (1976) - Cmdr. Watanabe
- Farewell to Manzanar (televisiefilm, 1976) - Teddy Wakatsuki
- Ellery Queen (televisieserie) - Mateo (afl. The Adventure of the Blunt Instrument, 1975)
- The Blue Knight (televisieserie) - Rol onbekend (afl. The Great Wall of Chinatown)
- Harry O (televisieserie) - Coroner (afl. The Acolyte, 1975)
- Kung Fu (televisieserie) - Po San (afl. The Forbidden Kingdom, 1975)
- Mannix (televisieserie) - Japanese Attache (afl. Enter Tami Okada, 1974)
- Kung Fu (televisieserie) - Han Su Lok & Lama Kushog (afl. Blood of the Dragon: Part 1 & 2, 1974)
- Ironside (televisieserie) - Parking Attendant (afl. Friend of Foe, 1974)
- Kung Fu (televisieserie) - Rol onbekend (afl. Arrogant Dragon, 1974)
- M*A*S*H (televisieserie) - Kwang Duk (2 afl., 1973, 1974)
- Kung Fu (televisieserie) - Ying' Son (afl. Sund and Cloud Shawdow, 1973)